# Thomas Cornish
Thomas Cornish (Sydney, 15 februari 2000), is een Australisch baanwielrenner gespecialiseerd in de sprintonderdelen. 

## Carrière
In 2020 behaalde Cornish samen met Nathan Hart en Matthew Richardson een derde plaats op de teamsprint tijdens de wereldkampioenschappen baanwielrennen in Berlijn. In 2022 behaalde Cornish samen met Matthew Glaetzer, Leigh Hoffman en Richardson een gouden medaille bij de teamsprint. Een jaar later behaalden dezelfde vier renners een tweede plek.

## Belangrijkste resultaten
| Jaar       | AK                            | OK                                | WK                       | Overig                          |            |            |
| Als Junior | Als Junior                    | Als Junior                        | Als Junior               | Als Junior                      | Als Junior | Als Junior |
| ---------- | ----------------------------- | --------------------------------- | ------------------------ | ------------------------------- | ---------- | ---------- |
| 2017       | keirin · teamsprint · sprint  | keirin · sprint                   |                          |                                 |            |            |
| 2018       |                               | 1km tijdrit · teamsprint          | 1km tijdrit · sprint     |                                 |            |            |
| Als elite  |                               |                                   |                          |                                 |            |            |
| 2019       | 1km tijdrit                   |                                   |                          |                                 |            |            |
| 2020       | 1km tijdrit                   |                                   | teamsprint               |                                 |            |            |
| 2021       | 1km tijdrit · sprint          |                                   |                          |                                 |            |            |
| 2022       | keirin · sprint               | 1km tijdrit · teamsprint · sprint | teamsprint               | Gemenebestspelen: · 1km tijdrit |            |            |
| 2023       | keirin · sprint · 1km tijdrit | 1km tijdrit · teamsprint          | teamsprint · 1km tijdrit |                                 |            |            |
| 2024       |                               |                                   | teamsprint               |                                 |            |            |